# クラレンス・レイ・アレン
クラレンス・レイ・アレン（1930年1月16日 - 2006年1月17日）は、3名の殺人を犯し、カリフォルニア州サンキンチン州刑務所で致死注射によって処刑されたアメリカ人犯罪者である。
アレンは3人の殺人を実行したことで有罪判決を受けたとき、すでに殺人罪で終身刑に服していた。
アレンが死刑の対象となった特殊な状況証拠として、陪審員は、アレンが以前に殺人で有罪判決を受け、それから複数人の殺害を働き、以前それらの証言を行ったことに対する報復として、そして口を塞ぐためにも証人を殺害していることも突き止めた。7日間にわたる罰則審議の期間中、司法長官は10件の凶悪犯罪と過去の6件の重罪判決を含む、セントラルバレーでの強盗を画策したアレンの犯罪歴について証拠を提示した。陪審員団は全会一致で死刑判決を下し、グレン郡上級裁判所は1980年11月22日にアレンに対し死刑を宣告した。

## 関連文献
- San Francisco Chronicle After Williams, a new dilemma for governor Next: Gravely ill and blind man, 75, scheduled to die Jim Doyle December 14, 2005
- Office of the Governor  Press release: Governor Schwarzenegger Denies Clemency to Convicted Murderer Clarence Ray Allen January 13, 2006
- FindLaw ALLEN v. WOODFORD - Clarence Ray ALLEN, Petitioner-Appellant, v. Jeanne S. WOODFORD, Warden, of the California State Prison at San Quentin, Respondent-Appellee. January 24, 2005